# Wilhelmsbrücke (Hanau)
Die Wilhelmsbrücke in Hanau verbindet die Innenstadt mit dem Lamboyviertel über die Kinzig.

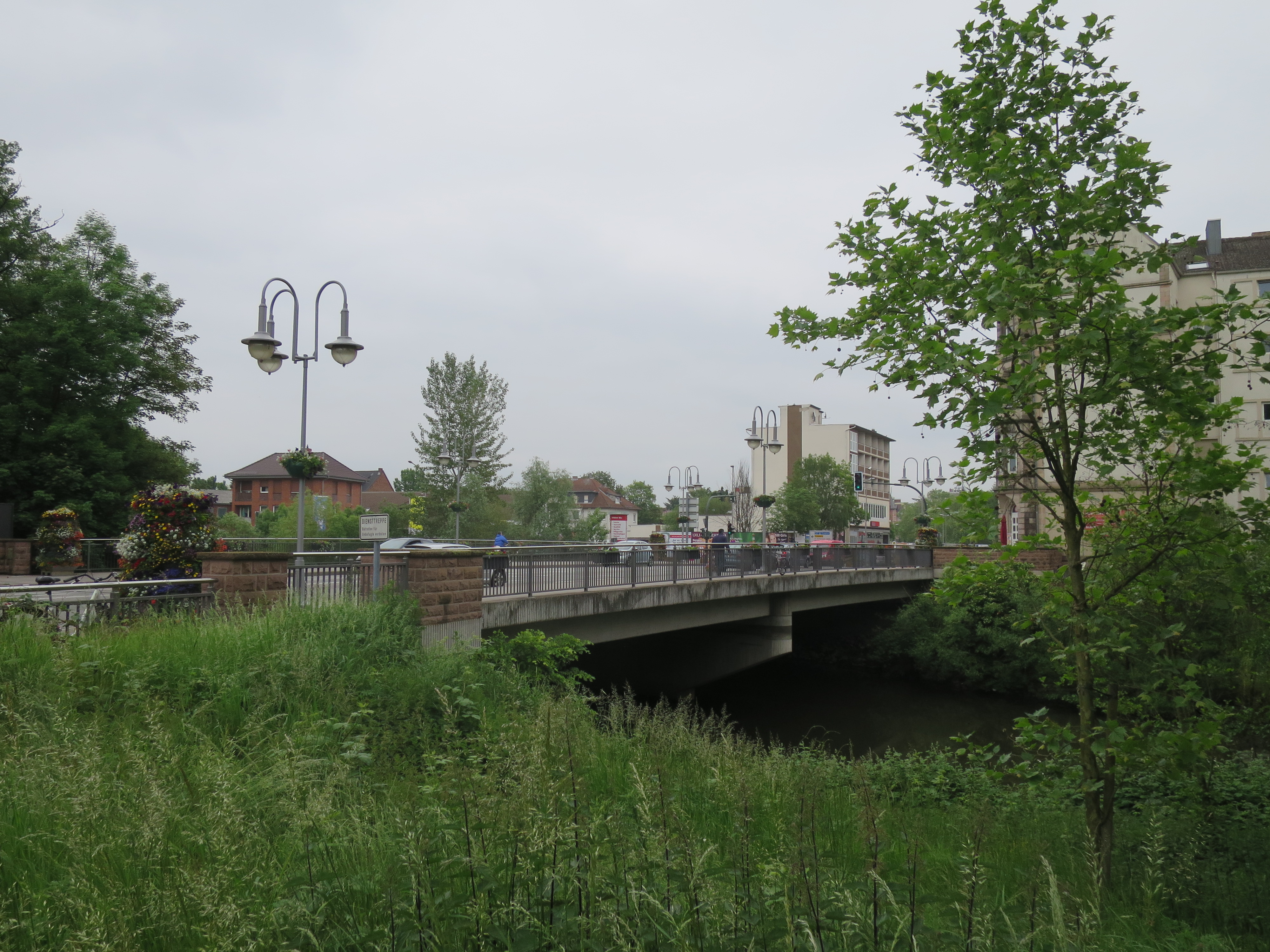
Ansicht von Süden

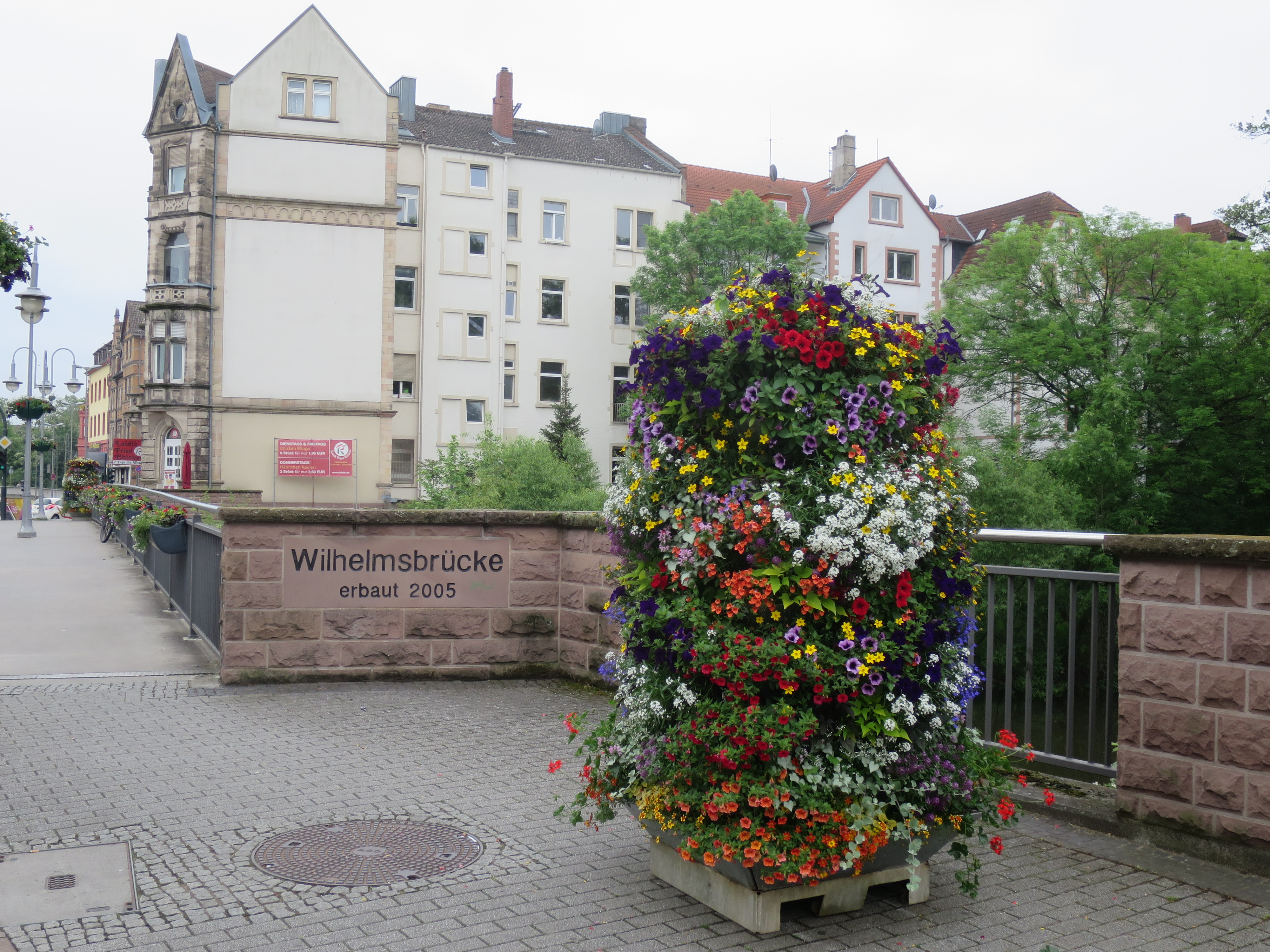
Gedenktafel zum Neubau

## Geschichte

### Erste Brücke
Aus militärstrategischen Gründen gab es bis in die Frühe Neuzeit vor der Festung Hanau nur eine einzige Kinzigbrücke im Westen der Stadt, die Kinzigbrücke. Über sie führten die Handelsstraßen Frankfurt am Main–Leipzig und Frankfurt am Main–Nürnberg. Diese Brücke, zunächst aus Holz, ab 1559 eine steinerne Bogenbrücke, lag vor der Hanauer Vorstadt und war seit 1615 durch einen Brückenturm, den Margarethenturm, stark gesichert.
Das Hauptjagdrevier der Hanauer Grafen befand sich aber nordöstlich der Stadt Hanau, jenseits der Kinzig. Um dorthin zu gelangen, mussten sie von ihrem Stadtschloss aus einen ganz erheblichen Umweg in Kauf nehmen. Graf Johann Reinhard III. veranlasste deshalb 1717 den Bau einer Holzbrücke über die Kinzig nordöstlich des Stadtschlosses, etwa 50 Meter flussabwärts der heutigen Wilhelmsbrücke. Im Gegensatz zur westlich der Stadt gelegenen „Kinzigbrücke“, „Neue Brücke“ genannt. Zugeständnis an militärische Belange war, dass ein Abschnitt als Zugbrücke errichtet war. Kinzighochwasser und mangelnder Unterhalt – Hanau war seit 1786 nicht mehr Residenz – ließen das Bauwerk verfallen, so dass es aus Sicherheitsgründen 1806 abgerissen wurde. Das Fehlen der Brücke wirkte sich für die in der Schlacht bei Hanau geschlagene bayerische Armee verheerend aus, da die Kinzig ihr den Fluchtweg nach Westen abschnitt. Viele Soldaten ertranken im Fluss.

### Zweite Brücke

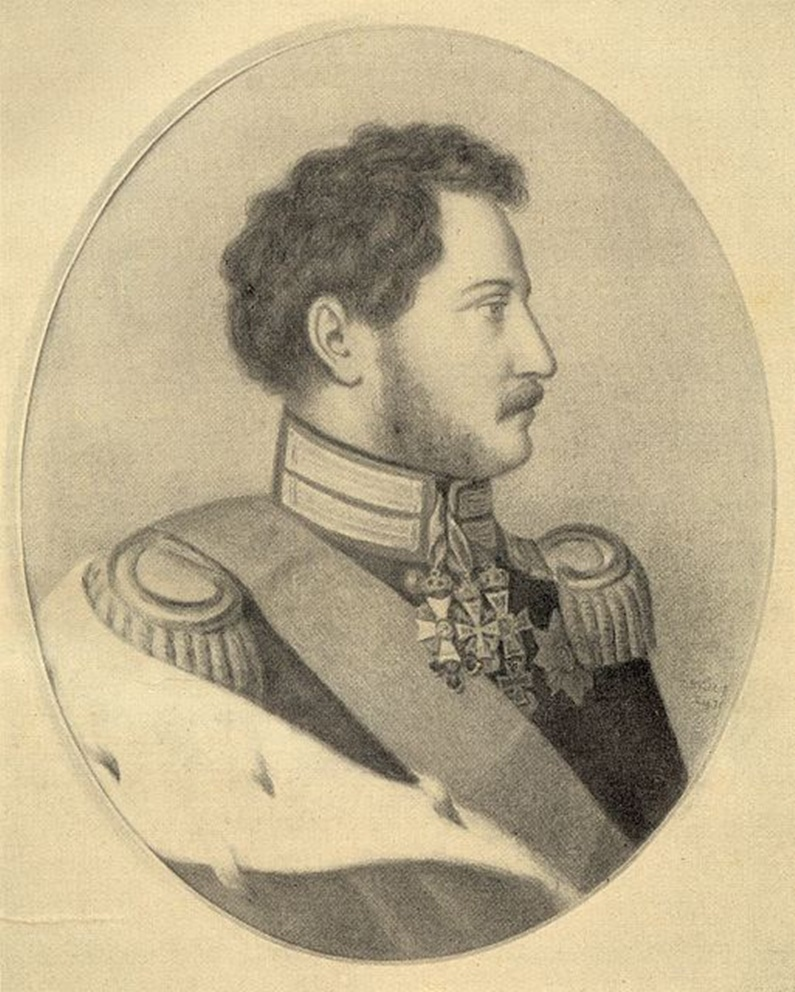
Kurfürst Wilhelm II. von Hessen, erster Namenspatron der Brücke

Ab 1817 gab es mehrere Initiativen aus der Hanauer Bürgerschaft gegenüber der Regierung des Kurfürstentums Hessen mit dem Ziel, die „Neubrücke“ wieder zu errichten, die in Kassel aber zu keinem Ergebnis führten, obwohl für den Brückenbau sogar Spenden in Höhe von knapp 550 Gulden eingegangen waren. 1826 lehnte die Regierung den Brückenneubau sogar förmlich ab. Der Magistrat der Altstadt Hanau startete gleichwohl zusätzlich noch einen Spendenaufruf, da er die veranschlagten Kosten von 3.500 Gulden für den Brückenneubau nicht alleine aufbringen konnte. Das erbrachte allerdings nur 632 Gulden. Die Regierung in Kassel verweigerte den Neubau weiterhin.
Erst die Julirevolution von 1830, die das reaktionäre Regime des Kurfürsten Wilhelm II. schwer erschütterte, brachte die Wende auch in der Brückenfrage. Zum einen begannen die Bürger am 11. November 1831 den Bau einer neuen Holzbrücke, ohne dass eine Genehmigung vorlag, an der Stelle der früheren „Neuen Brücke“. Die (revolutionäre) Regierung stimmte dem (nachträglich) zu. Zum anderen dankte der Kurfürst am 15. September 1831 faktisch ab, indem er seinem Sohn, dem Kurprinzen und späteren Kurfürsten Friedrich Wilhelm I., die Regierung überließ. Wilhelm II. zog sich zunächst nach Hanau zurück. Inwieweit dadurch erneut Bedarf entstand, wieder auf kürzestem Weg ins naheliegende Jagdgebiet zu gelangen und ob das die Entscheidung zugunsten des Brückenbaus beeinflusste, ist ungeklärt. Das Stadtschloss war 1829 weitgehend abgerissen worden, der Kurfürst lebte in Schloss Philippsruhe. Ihren Namen erhielt die Brücke jedenfalls nach Kurfürst Wilhelm II., der dieser Benennung unter dem 30. April 1832 explizit zustimmte. Schon vier Tage zuvor war sie dem Verkehr übergeben worden, indem Kurfürst Wilhelm II. vormittags, um 11 Uhr, die Brücke als erster befuhr.
Die Holzbrücke wurde alle paar Jahrzehnte in größerem Maß instand gesetzt, so 1841, 1857 und 1871. Zum Unterhalt der Brücke trug auch die Ablösungssumme bei, die der kurhessische Staat gezahlt hatte, um seine Verpflichtung zum Ausschank des Märtesweins abzulösen.
Während der nächsten Revolution, 1848, entfernten Bürger, ungewiss über den Ausgang des Hanauer Ultimatums und befürchtend, dass Militär die Stadt besetze, ein 5 Meter langes Teilstück aus der Brücke.

### Dritte Brücke

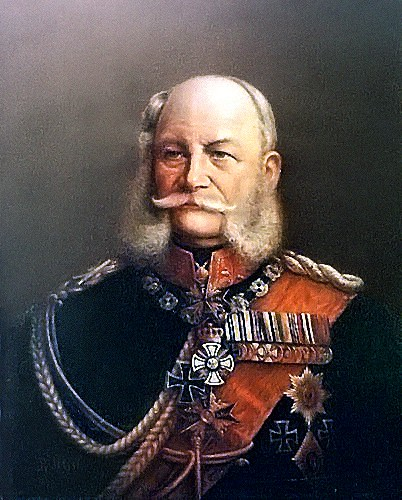
Kaiser Wilhelm I., zweiter Namenspatron der Brücke

1878 war die Brücke so marode, dass ein Neubau erforderlich wurde. Fördernd für einen Neubau war sicherlich auch, dass das in Hanau stationierte preußische Militär sein Übungsgelände auf der anderen Seite der Kinzig eingerichtet hatte, in einem Teil des ehemaligen gräflichen Jagdreviers. Die Bauarbeiten für die neue Eisenbrücke mit steinernen Widerlagern wurden Ende 1880 abgeschlossen, am 20. März 1881 die Brücke eröffnet. Sie lag nun gegenüber der Vorgängerin 50 Meter weiter nordwärts. Hier wurden neue Straßenanschlüsse geschaffen, einerseits für die Wilhelmstraße, die nördliche Umfahrung der Altstadt Hanau, östlich für die Lamboystraße. Der Name wurde nicht geändert, jedoch sollte er sich nun – laut Ratsbeschluss – auf Kaiser Wilhelm I. beziehen. Seit dem 15. Oktober 1881 befand sich auch die Bahnstrecke Friedberg–Hanau in Betrieb. Der an ihr gelegene Bahnhof Hanau Nord befindet sich nur eine Gehminute vom östlichen Brückenkopf entfernt. Das hob die Verkehrsbedeutung der Brücke weiter: Ab 1908 trug die Brücke nicht nur die Fahrbahn für Straßenfahrzeuge, sondern auch das Gleis der Hanauer Straßenbahn, auf dem deren Linie 2 vom 8. August 1908 bis 1. September 1928 zwischen dem Nordbahnhof über den Marktplatz zum Westbahnhof verkehrte.
1936 wurde die Brücke saniert. Sie überstand den Zweiten Weltkrieg weitestgehend unbeschädigt.

### Vierte Brücke
1953 stellte sich heraus, dass die Brück in weiten Teilen schwer korrodiert war. Wiederum veranlasste das Militär Abhilfe – nun das US-amerikanische, das seit Ende des Zweiten Weltkriegs in den Kasernen des Lamboyviertels, jenseits der Kinzig, stationiert war und für das die Brücke die wichtigste Verbindung in die Hanauer Innenstadt darstellte. Der Verkehr mit schweren Fahrzeugen über die Brücke wurde untersagt und 1955 die historische Brücke durch eine Stahlbetonbrücke ersetzt. Die Pfeiler der alten Brücke erwiesen sich als so standsicher, dass sie weiter verwendet werden konnten. Bei dieser Maßnahme wurde die Brücke um einen Meter auf neun Meter verbreitert und die Fahrbahnoberfläche um 40 cm abgesenkt. Letzteres geschah im Hinblick auf eine unmittelbar östlich der Brücke angedachte Rampe für eine Straßenunterführung der Bahnstrecke Friedberg–Hanau.

### Fünfte Brücke
1997 zeigte sich, dass die Stahlbetonbrücke erheblichen Sanierungsbedarf aufwies, so dass Abbruch und Neubau billiger kamen. Die Bauarbeiten begannen 2004 und waren im folgenden Jahr abgeschlossen. Die Brücke hat nun vier Fahrspuren für den Kraftfahrzeugverkehr und beidseitig je einen Fußgänger- und Fahrradweg.